# UACJトレーディング
UACJトレーディングはUACJグループの商社機能を担う非鉄商社である。株式会社UACJの100%子会社。
2013年には、住友軽金属工業(株)と古河スカイ(株)の統合に伴いUACJトレーディングとして社名変更し、UACJグループの中核商社としてグローバルに事業を展開している。
国外では タイ、上海、昆山、香港、大連、チェコ、アメリカに事業を展開している。

## 歴史
- 1947年11月 - 住友金属工業(株) 非鉄金属部門の製品販売を目的として大阪金物(株)を設立。 資本金195,000円
- 1964年2月 - 住友軽金属工業(株)がアルミセンターを設置し、弊社がその運営にあたる。
- 1967年4月 - 国華金属(株)と合併して、社名を泉金属商事(株)に変更。 資本金 5,000万円
- 1968年4月 - 三泉金商(株)を吸収合併。 資本金1億円
- 1969年9月 - 住友軽金属工業(株)よりアルミセンターの設備一切を譲り受ける。
- 1975年7月 - 小長谷金属(株)を吸収合併して、社名を住軽金属商事(株)に変更。 資本金3億円
- 1983年4月 - アルミセンターを分離し、(株)アルミセンターを設立。
- 1990年7月 - 社名を住軽商事(株)に変更。
  - 8月：スミケイショウ・タイランドを設立。
- 1997年6月 - 上海住軽商貿易有限公司を設立。 
  - 11月 - 創立50周年を迎える。（年商約500億円）
- 1999年11月 - 香港住軽商貿易有限公司を設立。
- 2001年4月 - 資本金3億200万円
- 2003年 - 2月全事業所で ISO 9001 取得。（営業部門のみ適用） 
  - 4月 - 住軽商（大連保税区）貿易有限公司を設立。
- 2005年2月 - スミケイショウ チェコを設立。 
  - 3月 - 資本金6億5,000万円
- 2006年10月 - ソウル事務所を開設。
- 2007年2月 - 全事業所で ISO 14001 取得。 
  - 3月 - 資本金4億5,000万円
  - 9月 - 住軽商事(昆山)金属制品有限公司を設立。
- 2008年7月 - 正栄金属商事(株)と合併。
- 2010年7月 - 大阪・東京、2本社制に移行。
- 2012年7月 - (株)アルカットを子会社化。
- 2013年3月 - 資本金15億円
  - 4月 - (株)アルミセンターが(株)アルカットを合併し、社名を(株)メタルカットに変更。
  - 10月 - 社名を(株)UACJトレーディングに変更。
- 2014年7月 - UACJトレーディング アメリカを設立。